# P/2011 C2 (Gibbs)
P/2011 C2 (Gibbs) — одна з короткоперіодичних комет родини Юпітера. Комета була відкрита 12 лютого 2011 року, коли мала 19.9m.